# Tattoos
Tattoos [tə'tu:z] ist ein Kompilationsalbum mit Neuaufnahmen des deutschen Musikers Peter Maffay. Es erschien am 29. Januar 2010 beim Label Ariola. Maffay bezeichnete das Album als „Geschenk an seine Fans“.
Das Album war das zweiterfolgreichste Album des Jahres 2010 in Deutschland und konnte nur von Große Freiheit von Unheilig übertrumpft werden.

## Entstehung
Auf dem Album befinden sich Peter Maffays größte Hits in neu aufgenommenen Versionen sowie ein bisher unveröffentlichtes Lied von ihm. Die Lieder wurden mit Begleitung des Orchesters „The Wroclaw Score Orchestra“ neu eingespielt, die Auswahl wurde nach einer Internet-Abstimmung vorgenommen. Im November 2010 startete Maffay eine Promotour, bei der das Philharmonic Volkswagen Orchestra live mitspielt.

## Inhalt und Stil
Der Titel „Tattoos“ beschreibt laut Maffay seine Beziehung zu den eigenen Liedern:

„Es gibt solche, die man sich irgendwann einmal auf den Arm oder irgendwohin stechen lässt. Man sieht sie und in dem Moment, in dem sie gemacht werden, fühlt man sie auch richtig. Man weiß, das ist etwas, was unauslöschlich mit einem verbunden ist. Und ein bisschen so sind auch Lieder und Musik.“

## Titelliste
1. Tattoo (Instrumental) – 1:16
2. Schatten in die Haut tätowiert (Version 2010) – 2:38
3. Sonne in der Nacht (Version 2010) – 4:12
4. Und es war Sommer (Version 2010) – 5:07
5. Über sieben Brücken mußt du gehn (Version 2010) – 4:57
6. Eiszeit (Version 2010) – 6:01
7. Freiheit, die ich meine (Version 2010) – 4:44
8. Glaub an mich (Version 2010) – 4:15
9. Josie (Version 2010) – 4:10
10. Du (Version 2010) – 5:16
11. So bist du (Version 2010) – 5:21
12. Weil es dich gibt (Version 2010) – 4:27
13. Ewig (Version 2010) – 3:58
14. Wir verschwinden – 4:26
15. Nessaja (Version 2010) – 4:48

Extras:
DVD
1. 40 Jahre Peter Maffay (Dokumentation)
2. Interview
3. Sonne in der Nacht (Videoclip)
4. Making of (Videoclip)
5. Hinter den Kulissen – Albumproduktion
6. Bildergalerie

## Rezeption

### Rezensionen
Laut.de lobt das Album:

„Die neu eingespielten Nummern klingen satt und auf hohem Niveau produziert und trotz einer Vielzahl an Mitwirkenden noch immer nach hundert Prozent Maffay.“

### Chartplatzierungen
| ChartsChartplatzierungen | Höchstplatzierung | Wochen |
| ------------------------ | ----------------- | ------ |
| Deutschland (GfK)        | 1 (89 Wo.)        | 89     |
| Österreich (Ö3)          | 10 (17 Wo.)       | 17     |
| Schweiz (IFPI)           | 8 (15 Wo.)        | 15     |

| ChartsJahrescharts (2010) | Platzierung |
| ------------------------- | ----------- |
| Deutschland (GfK)         | 2           |

| ChartsJahrescharts (2011) | Platzierung |
| ------------------------- | ----------- |
| Deutschland (GfK)         | 85          |

### Auszeichnungen für Musikverkäufe
| Land/Region        | Auszeichnungen für Musikverkäufe (Land/Region, Auszeichnung, Verkäufe) | Verkäufe |
| ------------------ | ---------------------------------------------------------------------- | -------- |
| Deutschland (BVMI) | 3× Platin                                                              | 600.000  |
| Insgesamt          | 3× Platin ·                                                            | 600.000  |